# Ребекка Кук
Ребекка Кук (англ. Rebecca Cooke, 24 червня 1983) — британська плавчиня.
Учасниця Олімпійських Ігор 2000, 2004 років.
Призерка Чемпіонату світу з водних видів спорту 2003 року.
Призерка Чемпіонату світу з плавання на короткій воді 2006 року.
Призерка Чемпіонату Європи з водних видів спорту 2006 року.
Призерка Чемпіонату Європи з плавання на короткій воді 2000, 2003 років.
Переможниця Ігор Співдружності 2002, 2006 років.
Переможниця літньої Універсіади 2003, 2005 років.